# Daflapur
Daflapur fou un estat tributari protegit, del tipus jagir, feudatari de Jath, inclòs a l'agència de Satara, presidència de Bombai. Estava format per sis pobles segregats de Jath amb una superfície de 243 km² i una població el 1881 de 6.006 habitants.
El fundador de l'estat fou el patel (cap) de la vila de Daflapur, fundada per Dafle. El 1820 el govern britànic va fer un acord amb el raja de Jath que fou confirmat en els seus dominis; el 1827 el raja de Satara va incorporar Jath i les seves dependències per causa de diversos deutes, però l'estat fou restablert el 1841 quan els deutes foren liquidats amb la mediació britànica; els britànics van tractar d'ajustar els afers econòmics del jagir però no se'n van sortir i el 1874 van assolir el govern directe del jagir de Daflapur. Per extinció de la dinastia l'estat va retornar a Jath després de governar les tres vídues del darrer jagirdar. El 1881 governava la vídua principal Lakshmibai Dafle Deshmukh, una maratha kshattriya de casta.
La capital era Daflapur a 17° 00′ N, 75° 07′ E / 17.000°N,75.117°E a 130 km al sud-est de Satara.